# Gunter Kaufmann
Gunter Kaufmann (* 14. Mai 1944 in Rastatt) ist ein deutscher Politiker (SPD).

## Leben und Beruf
Nach dem Abitur in Rastatt studierte Kaufmann bis 1969 Volkswirtschaftslehre an den Universitäten in Karlsruhe und Mannheim. Anschließend war er als wissenschaftlicher Mitarbeiter und als Lehrer im beruflichen Schulwesen tätig. Seit 1991 lehrte er am Staatlichen Seminar für Schulpädagogik Karlsruhe, zuletzt als Professor. Kaufmann ist verheiratet und hat ein Kind.

## Politik
1970 trat Gunter Kaufmann in die SPD ein. Bereits ein Jahr später wurde er in den Gemeinderat von Rastatt gewählt. Seit 1989 ist er dort Vorsitzender der SPD-Fraktion. Seit 1979 ist er Mitglied der Verbandsversammlung des Verbands Region Karlsruhe. 1989–2002 war er zusätzlich im Kreistag des Landkreises Rastatt. 2001 wurde Kaufmann in den Landtag von Baden-Württemberg gewählt. Er vertrat dort bis 2011 den Wahlkreis 32 (Rastatt).

## Ehrung
Im Januar 2019 wurde er zum Ehrenbürger der Stadt Rastatt ernannt.